# Societat Agrícola de Cabra
La Societat Agrícola de Cabra és una obra del municipi de Cabra del Camp (Alt Camp) inclosa en l'Inventari del Patrimoni Arquitectònic de Catalunya.

## Descripció
El conjunt està format per dos edificis de característiques formals diferents. La part del celler, que fa cantonada, és de base triangular i planta baixa. Es tracta d'una construcció molt senzilla de maó vist, on els resseguiments de les obertures i els arcs de coronament constitueixen els únics elements ornamentals. L'altre edifici és de base rectangular, i té planta baixa i pis amb coberta a dues vessants seguint l'eix paral·lel a la línia de façana. Les obertures són d'arc rebaixat en la planta baixa i rectangulars en el primer pis. Hi ha una inscripció amb la data i el nom. l'edifici és d'obra de fàbrica arrebossada.

## Història
L'edifici de la Societat Agrícola de Cabra data de l'any 1912 i és la primera de les dues edificacions que es van realitzar per aquesta funció. Estava format per dos edificis annexionats, un destinat a les funcions pròpies d'un sindicat agrícola, i l'altre allotjava les oficines i un economat. Si bé en la segona dècada del Segle XX, aquest edifici fou protagonista de greus enfrontaments per la seva utilització, que provocaren l'any 1919 la construcció d'un nou celler, en l'actualitat ha quedat vinculat en aquest darrer com a magatzem del vi.